# Список эпизодов мультсериала «Маша и Медведь»
Данная статья содержит список серий мультипликационного фильма «Маша и Медведь».

## Обзор сезонов
| Сезон | Серии | Серии | Даты показа     | Даты показа      | Даты показа                                           |
| Сезон | Серии | Серии | Первая серия    | Последняя серия  | Канал                                                 |
| ----- | ----- | ----- | --------------- | ---------------- | ----------------------------------------------------- |
| 1     | 26    | 26    | 7 января 2009   | 22 августа 2012  | Россия-1 / Культура (Спокойной ночи, малыши!) YouTube |
| 2     | 26    | 26    | 1 октября 2012  | 2 сентября 2015  | Россия-1 / Культура (Спокойной ночи, малыши!) YouTube |
| 3     | 26    | 26    | 28 ноября 2015  | 26 апреля 2019   | YouTube                                               |
| 4     | 13    | 13    | 31 мая 2019     | 23 июля 2020     | YouTube                                               |
| 5     | 26    | 26    | 30 июля 2020    | 22 сентября 2022 | YouTube                                               |
| 6     | 26    | 26    | 15 декабря 2022 | 12 декабря 2024  | YouTube                                               |
| 7     | TBA   | TBA   | 7 сентября 2023 | TBA              | YouTube                                               |

Начиная с 3 сезона серии выходят на пять дней раньше официальной премьеры в приложении «Masha and the Bear for Kids». Для просмотра требуется платная подписка.

## Эпизоды

### Сезон 1 (2009—2012)
| № общий | № в сезоне | Название                          | Дата премьеры    |
| --- | ---------- | --------------------------------- | ---------------- |
| 1 | 1          | «Первая встреча»                  | 7 января 2009    |
| Далеко-далеко, в домике возле железной дороги, живёт маленькая и очень шустрая девочка Маша. Она так любит играть, что прочие обитатели двора от неё просто прячутся. От скуки непоседа убегает в лес, где находится уютный домик Медведя, который в этот момент как раз ушёл на рыбалку. Вернувшись домой, Медведь находит своё жильё в разрушенном состоянии. Он обнаруживает источник беспорядков в самом домике — это прыгающая на кровати маленькая девочка. Медведь всячески пытается избавиться от незваной гостьи. Но, когда ему это удаётся, он вдруг испытывает тревогу за судьбу оставленной в лесу Маши. Медведь бросается на поиски и находит её в своём доме. |            |                                   |                  |
| 2 | 2          | «До весны не будить!»             | 8 января 2009    |
| Поздней осенью Медведь укладывается в спячку, предварительно забаррикадировавшись в своём доме от Маши. Но Маша всё-таки проникает в дом Медведя, устраивает очередной беспорядок и будит уже заснувших пчёл. Но любой беспорядок однажды заканчивается, и, когда Медведь варит Маше кашу, она засыпает. |            |                                   |                  |
| 3 | 3          | «Раз, два, три! Ёлочка, гори!»    | 9 января 2009    |
| Медведь настолько любит Новый Год, что ради этого праздника просыпается. Он наводит порядок в своём домике, украшает ёлку и с нетерпением ждёт Деда Мороза. Но вместо него появляется Маша, и праздник превращается в стихийное бедствие: ёлка сгорает, игрушки разбиваются, а Дед Мороз попадает в аварию. Жители леса могут не получить подарки. Тем не менее, и Маша, и Медведь приложили максимум усилий, чтобы исправить положение, и все встретили Новый Год с подарками. |            |                                   |                  |
| 4 | 4          | «Следы невиданных зверей»         | 5 февраля 2009   |
| Выпадает первый снег, и Медведь решает научить Машу распознавать следы разных зверей. Маша оказывается не самой способной ученицей и своими ответами доводит Медведя практически до сумасшествия. Но к его огромному изумлению оказывается, что её ответы не так уж и абсурдны. |            |                                   |                  |
| 5 | 5          | «С волками жить…»                 | 15 марта 2009    |
| Живущие в лесу волки решают похитить Машу и потребовать с Медведя выкуп. Однако Медведя очень устраивает Машино отсутствие, и он не торопится с выкупом. Маша превращает жизнь волков в ад, и они платят Медведю, лишь бы избавиться от неё. |            |                                   |                  |
| 6 | 6          | «День варенья»                    | 22 марта 2009    |
| Медведь решает собрать урожай ягод и сварить варенье. Маше эта идея буквально приходится по вкусу — она надкусывает всё, что успевает. После этого она решает поиграть в космонавта, надев на голову стеклянную банку. Медведь пытается её снять с Машиной головы, это ему удаётся, но теперь в банке оказывается его лапа, и остаток дня проходит в попытках от неё освободиться. |            |                                   |                  |
| 7 | 7          | «Весна пришла»                    | 3 апреля 2009    |
| Медведь просыпается весной, выходит на крыльцо, сладко потягивается и видит Медведицу. Он моментально влюбляется и, прихватив букет цветов и конфеты, бежит к ней, но путь ему преграждает Маша. Он пытается избавиться от Маши таким образом, чтобы Медведица ничего не заметила, но Маша всё равно возникает в самые неподходящие моменты. Наконец Медведица её замечает и требует от Медведя объяснений. Он, стесняясь, пытается объясниться. Медведица предлагает ему сделать выбор — либо Маша, либо она. Медведь не может определиться, и она уходит с другим. |            |                                   |                  |
| 8 | 8          | «Ловись, рыбка»                   | 2 июня 2009      |
| Медведь идёт на рыбалку. Блаженствуя, он забрасывает удочку, но, как только начинается клёв, появляется Маша, и рыбалка превращается в пытку. Желая нейтрализовать беспокойную девчонку, Медведь даёт ей удочку, и она сразу же вытаскивает золотую рыбку. |            |                                   |                  |
| 9 | 9          | «Позвони мне, позвони!»           | 25 марта 2010    |
| Забавная интерпретация старой притчи о мальчике, который кричал: «Волк!!!». Для того, чтобы Маша не мешала Медведю смотреть футбольный матч и без опаски гуляла по лесу, Медведь даёт ей мобильный телефон. В результате Маша досаждает его бесконечными звонками, а, когда она встречает реальную опасность — волка, Медведь не берёт трубку… |            |                                   |                  |
| 10 | 10         | «Праздник на льду»                | 7 сентября 2010  |
| Маша хочет научиться кататься на коньках. Научить её некому, а Медведь крепко спит. Это не смущает Машу, которая надевает на него роликовые коньки, «выкатывает» его спящего на речку, где он и просыпается. Другого выхода у Медведя нет: приходится учить непоседливую Машу. |            |                                   |                  |
| 11 | 11         | «Первый раз, в первый класс»      | 14 сентября 2010 |
| С наступлением сентября Маша, как и все дети, хочет стать первоклашкой и просит Медведя «сделать» ей школу. Медведь с энтузиазмом берётся за дело, и уже на следующий день Маша сидит за новенькой партой, пытаясь стать прилежной ученицей, при этом сводя учителя-Медведя с ума. |            |                                   |                  |
| 12 | 12         | «Граница на замке»                | 16 сентября 2010 |
| Медведь с нетерпением ждёт урожая моркови. Хитрый заяц также поджидает момента, когда можно будет полакомиться морковкой. Медведю приходит в голову гениальная, на первый взгляд, мысль: напустить на зайца-воришку Машу, которая будет стеречь его урожай и «ловить» нарушителей. |            |                                   |                  |
| 13 | 13         | «Кто не спрятался, я не виноват!» | 23 марта 2011    |
| Маша хочет поиграть в прятки, но у Медведя другие планы — он собирается разгадывать кроссворды. Понимая, что Маша не даст ему покоя, Медведь соглашается поиграть с ней. Маша «прячется», как это делают маленькие дети, просто закрыв глаза ладошками, и Медведь решает спрятаться сам. Он выбирает самые невероятные места. В результате Маша всё равно его находит, требует, чтобы он водил, и снова «прячется», закрыв глаза ладошками. |            |                                   |                  |
| 14 | 14         | «Лыжню!»                          | 27 марта 2011    |
| Медведь просыпается у себя в кресле с большой шишкой на макушке и кубком чемпиона по биатлону и не может понять, что произошло. Перед ним с виноватым видом стоят Маша и заяц, которые, оправдываясь, рассказывают разные версии случившегося. Медведю предстоит узнать, какая же из них правдивая. |            |                                   |                  |
| 15 | 15         | «Дальний родственник»             | 9 апреля 2011    |
| К Медведю в гости приезжает его малолетний племянник Панда. Маша, увидев его, сразу захотела с ним поиграть. В малышах просыпается «дух соревнования», и они не могут поделить между собой ни чемодан, ни конфеты, ни вообще что-нибудь, попавшееся им на глаза. Медведь вовремя понимает, что, если направить их соперничество в правильное русло, Маша и племянник могут прекрасно помочь ему по дому. |            |                                   |                  |
| 16 | 16         | «Будьте здоровы!»                 | 10 апреля 2011   |
| Медведь, уставший от бесконечных игр Маши, решает притвориться больным, чтобы она его не трогала. Заботливая Маша решает вылечить своего друга. После серии неудачных и болезненных опытов ей удаётся поставить Медведя на ноги. |            |                                   |                  |
| 17 | 17         | «Маша + каша»                     | 15 апреля 2011   |
| Медведь играет в шашки. Маша прерывает игру просьбой её покормить. Медведь готовит ей кашу, которая Маше не понравилась. Медведь обиделся и ушёл играть в шашки в лес. Маша решила сварить свою кашу, которая вскоре очень сильно разбухла. И Маша, и Медведь, и все обитатели леса будут долго-долго вспоминать этот необыкновенный день. |            |                                   |                  |
| 18 | 18         | «Большая стирка»                  | 26 апреля 2011   |
| Медведь устраивает на своём дворе большую стирку. Он ещё не знает, что скоро ему придётся не только вытаскивать неугомонную Машу из лужи или банки с вареньем, но и шить ей каждый раз новые наряды. |            |                                   |                  |
| 19 | 19         | «Репетиция оркестра»              | 13 мая 2011      |
| Медведь находит чёрный рояль в кустах. Довольный, он относит его домой, настраивает и начинает музицировать. Но Маша решает стать всемирно известным пианистом и просит Медведя научить её играть. |            |                                   |                  |
| 20 | 20         | «Усатый-Полосатый»                | 24 мая 2011      |
| К Медведю в гости приезжает старый друг, с которым они выступали в цирке, — Тигр. Познакомившись с Машей, Усатый-Полосатый приходит в недоумение от её выходок и всячески пытается от неё избавиться. Однако он меняет своё мнение о малышке после того, как Маша с Медведем спасают его, заблудившегося в лесу ночью. |            |                                   |                  |
| 21 | 21         | «Один дома»                       | 28 декабря 2011  |
| Под Новый Год всегда происходят чудеса. Маша находит волшебную шляпу, в которой найдутся подарки для всех лесных обитателей. Счастливая Маша бегает по лесу в клоунском наряде и приносит радость всем зверям. Особый подарок есть у шляпы и для Медведя, которому не очень-то везло в этот праздничный день. |            |                                   |                  |
| 22 | 22         | «Дышите! Не дышите!»              | 5 августа 2012   |
| Солнечный летний день. Медведь, собирая ягоды, встречает в лесу Медведицу и назначает ей свидание. Вернувшись домой, он начинает генеральную уборку и решает испечь для Медведицы пирог. Когда пирог готов, Медведь украшает его сверху клубничками, а затем замечает, что появившаяся ниоткуда Маша эти клубнички съедает и начинает громко икать. Какие только способы Медведь не вычитывал в Медицинской энциклопедии, чтобы остановить Машино икание! В итоге икота заразила всех: и Машу, и Медведя, и Медведицу, и других лесных жителей. |            |                                   |                  |
| 23 | 23         | «Подкидыш»                        | 7 августа 2012   |
| Маша приносит Медведю яйцо, из которого вылупливается Пингвинёнок, принимающий Мишку за папу. У Медведя изрядно прибавляется хлопот, а Маша, наоборот, без ума от нового друга. Но, к огромному сожалению обоих, Пингвинёнку приходится улететь. |            |                                   |                  |
| 24 | 24         | «Приятного аппетита»              | 15 августа 2012  |
| К Медведю снова приезжает его дальний родственник — Панда. Они начинают лепить китайские пельмени, но тут появляется неугомонная Маша, у которой, как всегда, есть свои собственные методы приготовления еды. Так обычная готовка превращается в весёлый кулинарный мастер-класс! |            |                                   |                  |
| 25 | 25         | «Фокус-покус»                     | 17 августа 2012  |
| Даже в ливень и грозу Маше не сидится дома, и она бежит в гости к Медведю. Тот настолько увлечён чтением, что разрешает Маше открыть волшебный сундук фокусника, лишь бы не отвлекала. Медведь даже не предполагал, что Маша, наигравшись волшебным реквизитом, устроит самый настоящий фокус-покус. |            |                                   |                  |
| 26 | 26         | «Осторожно, ремонт!»              | 22 августа 2012  |
| Идея Медведя повесить на стену новую рамочку заканчивается «большим взрывом». Приходится затеять ремонт. Маша и звери активно помогают Мишке в этом нелёгком деле. |            |                                   |                  |

### Сезон 2 (2012—2015)
| № общий | № в сезоне | Название                  | Дата премьеры   |
| --- | ---------- | ------------------------- | --------------- |
| 27 | 1          | «Картина маслом»          | 1 октября 2012  |
| Погожим зимним днём и на Машу, и на Медведя нашло вдохновение рисовать. Маша, одолжив у Медведя краски и маленький холст, принялась рисовать всех лесных жителей. В результате Машино видение прекрасного перенеслось не только на холст, но и на всю округу. |            |                           |                 |
| 28 | 2          | «Ход конём»               | 4 октября 2012  |
| У Медведя снова гостит его старый друг Тигр, и на этот раз они решают провести время интеллектуально — за игрой в шахматы. Маша, заинтересовавшаяся процессом, решает ходить только «поником» и, к изумлению Медведя и Тигра, легко обыгрывает их во всех партиях. |            |                           |                 |
| 29 | 3          | «Хит сезона»              | 7 октября 2012  |
| Чтобы помочь Медведю завоевать внимание холодной Медведицы, Маша организует собственную рок-группу и снимает клип. Заяц на барабанах, волки на клавишах, белка на гармошке, Маша солирует на гитаре! Такого лесная опушка ещё слышала. |            |                           |                 |
| 30 | 4          | «Витамин роста»           | 5 июня 2013     |
| Медведь, обходя свой огород, вдруг обнаружил, что его тюльпаны совсем зачахли. В этот момент мимо прогуливались Гималайский медведь-культурист и Медведица. Из-за насмешек давнего соперника Медведь решает создать супервитамин роста. Он запирается в кладовке, переоборудованной в химическую лабораторию. Но тут появляется Маша, а ей уж точно нужно добраться до витамина роста и опробовать его… |            |                           |                 |
| 31 | 5          | «Новая метла»             | 9 июня 2013     |
| Однажды осенним днём Маша с зайцем ожесточённо играли в хоккей. В самый разгар игры, забравшись в кусты в поисках отлетевшей шайбы, Маша натыкается на метлу. Машу осеняет использовать её вместо клюшки. Но оказывается, метла очень подходит не только для игры в хоккей. |            |                           |                 |
| 32 | 6          | «Когда все дома»          | 17 июня 2013    |
| К Медведю в гости вновь прилетает его «сынок» — Пингвинёнок — которого не заставить ни сфотографироваться на память, ни одеть тёплую шапку, ведь он так и норовит убежать играть с Машей. Вновь и вновь оставаясь в одиночестве, Медведь расстраивается и грустит, но Маша находит самый верный способ это исправить. |            |                           |                 |
| 33 | 7          | «Сладкая жизнь»           | 22 июня 2013    |
| Маше захотелось вкусненького, а уж если она решила, что без сладкого не останется, то кухне Медведя придётся превратиться в фабрику по производству необыкновенных леденцов. Настолько сладкая жизнь, как известно, ни к чему хорошему привести не может — у Маши заболел зуб. Дорогие сладкоежки и любители леденцов, готовьтесь к весёлому уроку о том, что зубы надо беречь! |            |                           |                 |
| 34 | 8          | «Фотография 9 на 12»      | 10 октября 2013 |
| Маша находит в шкафу старинную фотокамеру, пока Медведь занимается починкой её платьев. Случайно сделав свой собственный снимок, Маша открывает в себе талант в буквальном смысле «сногсшибательного» фотографа и решает устроить фотосессию всем лесным жителям… |            |                           |                 |
| 35 | 9          | «Трудно быть маленьким»   | 11 октября 2013 |
| Маша вновь решает проявить заботу о своей любимой деточке — свинье, но её старания оборачиваются чередой неприятностей для всех лесных жителей. Спасаясь от скорой на помощь Маши, звери оказываются в доме у Медведя и начинают наперебой возмущаться её поведением. Но тут Медведь, задумавшись, вспоминает своё детство и предлагает другим тоже вспомнить, каково это — быть маленьким. |            |                           |                 |
| 36 | 10         | «Двое на одного»          | 16 октября 2013 |
| К Маше в гости приезжает её сестрёнка Даша. Внешне они похожи, как две капли воды, но по характеру такие разные! Даша строгая и аккуратная. Маше не терпится поделиться радостью с Медведем, и она ведёт Дашу к нему в гости — знакомиться. И вот тут начинается самое интересное. |            |                           |                 |
| 37 | 11         | «Большое путешествие»     | 19 октября 2013 |
| Что нужно для настоящего большого путешествия?! Один Медведь, один чемодан и… одна Маша. Вот только далеко ли они уедут в такой компании?.. |            |                           |                 |
| 38 | 12         | «Нынче всё наоборот»      | 27 октября 2013 |
| Медведь решает вспомнить годы цирковой молодости и пытается показать Зайцу эффектный трюк! Кто бы мог подумать, что последствия этого выступления запомнятся всем лесным жителям. |            |                           |                 |
| 39 | 13         | «Сказка на ночь»          | 1 октября 2014  |
| Из-за сильной грозы Маше приходится остаться у Медведя. Но как же отправляться спать без доброй сказки на ночь? Мог ли Медведь предположить, чем обернётся его идея оставить Машу перед телевизором без присмотра? |            |                           |                 |
| 40 | 14         | «Красота — страшная сила» | 6 октября 2014  |
| Чтобы отвлечь Машу от ребяческих игр, Медведица дарит ей модный журнал, в результате чего Медведю приходится оборудовать гостиную под домашний салон красоты. Вас ждёт весёлый и очень музыкальный урок о том, что во всём должно быть чувство меры! |            |                           |                 |
| 41 | 15         | «Дело в шляпе»            | 8 октября 2014  |
| Медведь ведёт отчаянную борьбу с прожорливой молью, которая завелась у него дома. Пытаясь спасти свой сундук фокусника, он выставляет его на крыльцо, а Маша находит в нём шапку-невидимку… |            |                           |                 |
| 42 | 16         | «День кино»               | 17 октября 2014 |
| Маша и Медведь решили снимать кино, но поспорили из-за сценария. Так про что же будет фильм? Про шпионов, про монстров или про далёкие миры? А может, есть сюжет и поинтересней?.. |            |                           |                 |
| 43 | 17         | «Героями не рождаются»    | 22 октября 2014 |
| Маша решила примерить на себя роль супергероя: она смело спешит навстречу подвигам, но все звери почему-то смеются над её самодельным костюмом и наивным желанием прийти им на помощь. Кто бы мог подумать, что Машино бесстрашие и правда поможет всех спасти? Оказывается, для этого совсем не нужен костюм супергероя. |            |                           |                 |
| 44 | 18         | «Раз в году»              | 25 октября 2014 |
| Наступил день рождения Медведя. Все лесные обитатели собрались в его избушке, чтобы поздравить его и подарить подарки. Увидев это, Маша решила серьёзно подготовиться и к своему дню рожденья. Теперь ни у кого из зверей не будет |            |                           |                 |
| 45 | 19         | «Запутанная история»      | 1 ноября 2013   |
| Медведя новое хобби — он увлечённо собирает пазл. Испугавшись, что Маша может нарушить его планы, он сооружает себе «домик» на дереве, где и надеется закончить свой шедевр. В это время Маша, начитавшись историй о великом сыщике Шерлоке Холмсе, мечтает распутать какое-нибудь дело и неожиданно для себя попадает прямо на место преступления… |            |                           |                 |
| 46 | 20         | «Учитель танцев»          | 3 ноября 2013   |
| К Медведю в гости снова приезжает его племянник Панда. В этот раз его соперничество с Машей направлено в танцевальное русло. Пока свинья пытается обучить этих непосед, Медведь строит во дворе сцену, на которой вскоре впервые в лесу пройдёт целая танцевальная феерия! |            |                           |                 |
| 47 | 21         | «Крик победы»             | 24 ноября 2013  |
| В надежде обаять Медведицу, которая увлеклась теннисом, Медведь разбивает теннисный корт у себя во дворе. Его планы нарушает Гималайский медведь, который также хочет покрасоваться перед Медведицей. Маша решает спасти ситуацию и вызывает его на теннисный турнир. Она старается постичь технику игры, однако скоро понимает, что секрет победы кроется кое в чём другом… |            |                           |                 |
| 48 | 22         | «Пещерный медведь»        | 27 мая 2015     |
| Каждому из нас интересно узнать подробности о своих предках: кем они были, чем занимались… Вот и Медведь однажды заинтересовался: как мог выглядеть его пра-пра-пра-пра-Мишка? Чтобы получить ответ на этот вопрос, пришлось срочненько изобрести и построить — что бы вы думали? — машину времени! И уж, разумеется, такое открытие Маша пропустить не могла! |            |                           |                 |
| 49 | 23         | «Дорогая передача»        | 9 июня 2015     |
| Маша раскрывает в себе сразу несколько талантов, а Медведь наконец-то совершает долгожданную покупку — новый современный телевизор! Маша не может упустить столь прекрасный шанс доказать всем окружающим, что творческий подход к жизни решает любые проблемы, особенно, если взять Панду в помощники! |            |                           |                 |
| 50 | 24         | «Праздник урожая»         | 17 июня 2015    |
| Как вы думаете, что затеяла бы Маша, стань она волшебной феей? Уж точно что-нибудь ФЕЯричное! Особенно, когда Медведь затеял порадовать Медведицу и организовать бал-маскарад! В общем, стараниями новоявленной феи праздник получится ярким, запоминающимся и о-о-очень урожайным! |            |                           |                 |
| 51 | 25         | «Неуловимые мстители»     | 28 июня 2015    |
| Когда Маша с Пандой действуют в паре, лучше всего им удаётся фокус, будто в доме находится не два ребёнка, а двадцать два. Чтобы хоть немного отдохнуть от этого детсада, Медведь придумывает простую, но гениальную идею… Эта серия — пример истинной дружбы, доказывающий, что настоящие товарищи всегда заодно. |            |                           |                 |
| 52 | 26         | «До новых встреч!»        | 2 сентября 2015 |
| Живёшь себе, живёшь, не ждёшь ниоткуда подвоха, а потом внезапно — бац! — и ка-ак взрослеешь! И всё, жизнь кардинально меняется — причём не только твоя. Именно такой огорчительный сюрприз ждал Медведя, когда однажды утром Маша неожиданно для всех выросла. Изменившуюся сестрёнку собиралась навсегда забрать Даша, и, конечно, Мишка готов на всё, чтобы его любимица осталась рядом. Но, несмотря на все старания друга, Маша уезжает в город из мира детских фантазий, в которые нет возврата… Погодите, или всё-таки есть? |            |                           |                 |

### Сезон 3 (2015—2019)
| № общий | № в сезоне | Название                           | Дата премьеры   |
| --- | ---------- | ---------------------------------- | --------------- |
| 53 | 1          | «На круги своя»                    | 28 ноября 2015  |
| Мишка тоскует и никак не может прийти в себя от разлуки с Машей. Лесные жители зря время не теряют и, пользуясь её отъездом в город, разбирают все игрушки и веселятся во дворе. Но ведь в жизни возможны любые повороты, и даже обычный телефонный звонок может вернуть всё на круги своя!                                                                                   |            |                                    |                 |
| 54 | 2          | «В гостях у сказки»                | 31 декабря 2015 |
| Медведь неожиданно находит старинную гондолу на дне лесного озера, ремонтирует её и приглашает Медведицу отправиться в плавание. Кто бы мог подумать, что это свяжется с Машиной шедевральной пьесой и что сила настоящего искусства сможет натворить такие чудеса! |            |                                    |                 |
| 55 | 3          | «Эх, прокачу!»                     | 22 февраля 2016 |
| Устав от голодной жизни, Волки решают стать таксистами. Маша берётся помочь «мальчикам» и продумывает чёткий план, как прокачать старенькую «Буханку». И всё бы отлично, да одна маленькая деталь нарушает почти идеальный ход событий: оказывается, Волки не всегда могут действовать по инструкции!                                                                         |            |                                    |                 |
| 56 | 4          | «Страшно, аж жуть!»                | 16 марта 2016   |
| Маша впервые в жизни испугается не на шутку, впрочем, эта жуткая история всполошила весь лес и теперь вряд ли кто-нибудь сможет остаться в стороне от странных событий! |            |                                    |                 |
| 57 | 5          | «На привале»                       | 25 июня 2016    |
| Детвора обожает ходить в походы, не правда ли? Особенно, если в пути их ждут необыкновенные приключения и возможность проверить свои силы в действии! На этот раз Мишка так вдохновился местными красотами природы, что решил провести Машу и Панду по самым живописным местам!                                                                                               |            |                                    |                 |
| 58 | 6          | «Кошки-мышки»                      | 26 августа 2016 |
| Даже у самых больших и сильных есть свои страхи, и, порой, одна маленькая мышка может заставить целого Медведя трепетать от ужаса! Он готов на самые решительные меры, чтобы сохранить свои запасы и избавиться от непрошеного гостя! Ведь правду говорят, мышей бояться — в холодильник не заглядывать!                                                                      |            |                                    |                 |
| 59 | 7          | «Game Over»                        | 14 октября 2016 |
| Медведь перестал выходить из дома, заниматься хозяйством и сажать свои любимые овощи! Маша и остальные лесные жители не на шутку обеспокоены и хотят помочь Медведю! Получится ли вернуть его к реальной жизни, или всё — Game over?! |            |                                    |                 |
| 60 | 8          | «К вашим услугам!»                 | 18 ноября 2016  |
| История двух роботов — один подарен Маше и был всего лишь продвинутой куклой, другой был сделан Медведем для домашних дел, но попытался стать главным в доме, и только его неожиданно проснувшееся чувство к Машиной кукле поставило всё на свои места. |            |                                    |                 |
| 61 | 9          | «С любимыми не расставайтесь»      | 23 декабря 2016 |
| Приходит волшебное время чудес! Маша с нетерпением ждёт новогодних подарков — новых кукол и игрушек… однако её старые друзья, похоже, на неё обиделись. Маше приходится ответить на непростой вопрос: как сохранить дружбу и не растерять старых друзей в погон |            |                                    |                 |
| 62 | 10         | «Спи, моя радость, усни!»          | 3 февраля 2017  |
| Медведь делится с Машей опытом залегания в зимнюю спячку и учит её считать овечек, чтобы быстрее уснуть! Маша так увлекается их подсчётом, что затевает свою, совсем не колыбельную историю с весёлыми песнями и танцами… |            |                                    |                 |
| 63 | 11         | «Сюрприз! Сюрприз!»                | 7 апреля 2017   |
| Волки придумывают новый способ добычи пропитания — самый надёжный и экологически чистый! Они воруют петуха с птицефабрики в надежде на куриные яйца. В это самое время Маша и Заяц готовятся к Пасхе и радуют своих друзей пасхальными яйцами. Все очень рады подаркам, и только волкам не до смеха… впрочем, может и им повезёт в этот раз?                                  |            |                                    |                 |
| 64 | 12         | «Три Машкетёра»                    | 19 мая 2017     |
| Настоящие мушкетёры всегда готовы прийти на помощь, особенно, когда речь идёт о делах сердечных! Мишка готовит подарок ко дню рождения Медведицы и надеется вручить его лично, однако в самый неподходящий момент его атакуют пчёлы. Друзья готовы выручить Мишку и доставить подарок, даже если для этого им придётся сразиться с самими волками «кардинала»!                |            |                                    |                 |
| 65 | 13         | «Есть контакт!»                    | 14 июля 2017    |
| Во дворе Мишкиного дома совершает экстренную посадку инопланетный корабль. Пришельцам нужно срочно пополнить запасы и возвращаться домой. Только на земле всё устроено совсем не так, как у них дома. Разобраться, что к чему, починить корабль и отправиться в обратный путь помогут Маша и Мишка.                                                                           |            |                                    |                 |
| 66 | 14         | «Спокойствие, только спокойствие!» | 31 августа 2017 |
| Как непросто сохранять спокойствие, когда в доме бушуют два маленьких сорванца. Панда и Маша шалят днями напролёт. Чтобы справиться со стрессом, Мишке нужен хороший отдых. Получится ли ему восстановить внутренние силы или двое непосед не дадут ему покоя? |            |                                    |                 |
| 67 | 15         | «Цирк, да и только»                | 13 октября 2017 |
| Весна — время веселиться и играть. В лесу тает снег, а Маша и пингвин резвятся, забыв обо всём. В результате Маша заболевает. Болеть нелегко, но как приятно, когда рядом есть те, кто всегда готов позаботиться и развлечь. Ведь лучшее лекарство — это смех! Машины гости нашли рецепт быстрого выздоровления — это цирк!                                                   |            |                                    |                 |
| 68 | 16         | «Квартет плюс»                     | 22 декабря 2017 |
| Играть в квартете не так-то просто как кажется, особенно, если между музыкантами нет сладу. Об этом Маше расскажет папа Медведя, который приехал в гости. А ещё он расскажет о том, каким Медведь был в детстве и как проказничал вместе с Гималайским мишкой. Изменилось ли что-то с тех пор? Об этом мы узнаем из новой серии. И главное, всех объединит музыка!            |            |                                    |                 |
| 69 | 17         | «Сколько волка ни корми…»          | 22 февраля 2018 |
| Маша увлеченно играет в дочки-матери, а Розочка хочет попробовать на вкус самостоятельную жизнь. Она меняется местами с волками, и теперь они — объект Машиных забот и ухаживаний. Розочка же наслаждается взрослой жизнью, в которой всё не так просто… |            |                                    |                 |
| 70 | 18         | «Звезда с неба»                    | 12 апреля 2018  |
| Как вы думаете, сложно ли достать звезду с неба? Для наших героев нет ничего невозможного! Нужно только построить ракету и взять с собой парочку верных друзей, и незабываемые приключения вам обеспечены. Мишка, Маша и Панда не только побывали на луне, но и привезли Медведице желанный подарок. Какой? Конечно, космический!                                             |            |                                    |                 |
| 71 | 19         | «Вот такой хоккей»                 | 25 мая 2018     |
| Хоккей — это не просто игра, а игра для самых смелых, сильных и ловких. Кто они, лучшие игроки в хоккей? В новой серии Маша собирает крутую команду и выступает в роли безупречного тренера по хоккею. |            |                                    |                 |
| 72 | 20         | «Шарики и кубики»                  | 6 июля 2018     |
| В гости к Мишке приезжает давний друг и привозит с собой удивительную игру — бильярд. Чем не повод повеселиться и посоревноваться? Однако всё не так просто, когда в игру вступает Маша, способная всё запутать и перевернуть с ног на голову. Кто же станет лучшим игроком в этом увлекательном соревновании?                                                                |            |                                    |                 |
| 73 | 21         | «Случай на рыбалке»                | 31 августа 2018 |
| Лето — время отдыха и чудес. Как приятно просто посидеть на берегу реки в компании лучших друзей! Однако в нашей истории всё не так просто, ведь, отправляясь на летнюю рыбалку, Мишка даже не подозревал, какое приключение его ждёт. Пока напуганные его внезапным исчезновением Маша и Медведица обследуют окрестности, он… впрочем, посмотрев серию, вы сами всё узнаете. |            |                                    |                 |
| 74 | 22         | «Вот как бывает!»                  | 19 октября 2018 |
| Какому ребёнку понравится жить по правилам: убирать за собой, учиться, вовремя делать уроки? Куда интереснее отправиться в весёлое приключение с новыми друзьями. Только вот чем может закончиться такое заманчивое путешествие? В новой серии Маша решает бросить прежнюю жизнь и… пропадает! Найдёт ли её Мишка?                                                            |            |                                    |                 |
| 75 | 23         | «Не царское дело!»                 | 16 ноября 2018  |
| Маша мечтает о царской жизни: роскошном дворце, шикарном автомобиле. Мечтает отдавать приказы и чтобы все лесные жители их исполняли. Мечтает властвовать. Куда же приводят эти мечты и что на самом деле означает «жить по-царски»? |            |                                    |                 |
| 76 | 24         | «Вся жизнь — театр»                | 25 января 2019  |
| Лучшее средство от скуки — хорошая игра. А хорошая игра в театре — ещё лучше. Именно так решили Маша, Даша, Панда и Розочка. Вот только договориться о том, в какой именно театр играть оказалось не так-то просто… |            |                                    |                 |
| 77 | 25         | «Вокруг света за один час»         | 15 марта 2019   |
| Мишка готовится отправиться в кругосветное путешествие, но в последний момент случайность заставляет его поволноваться. Маша же знает лучший способ подготовки и делится им с Мишкой. |            |                                    |                 |
| 78 | 26         | «Кем быть?»                        | 26 апреля 2019  |
| Кем быть, когда вырастешь? Поиск ответа на этот вопрос — один из самых сложных процессов для каждого ребёнка. Маша не исключение. Мишка же убеждает её, что в любой ситуации главное — оставаться собой. |            |                                    |                 |

### Сезон 4. Машины песенки (2019—2020)
| № общий | № в сезоне | Название                            | Дата премьеры    |
| --- | ---------- | ----------------------------------- | ---------------- |
| — | 1          | «Там все любят петь!»               | 31 мая 2019      |
| Так приятно помечтать о путешествиях, особенно, когда ты провинился и наказан. Солнечная Италия манит забыть обо всём насущном и заставляет Машу петь от всей души. |            |                                     |                  |
| — | 2          | «Последний писк моды»               | 5 июля 2019      |
| После прочтения модных журналов Маша решает незамедлительно приобщить свинку Розочку к актуальным веяниям французской моды. Медведю не удаётся остаться безучастным. Маша берётся за дело с усердием и под ритмы танца канкан создаёт ужасно модный наряд для Розочки — держись, Париж!                                                                     |            |                                     |                  |
| — | 3          | «Терпение и Труд — Das Ist Gut!»    | 1 августа 2019   |
| Маша усердно осваивает гаммы на фортепиано, пока Медведь занимается моделированием. Утомлённый Машиной игрой Медведь засыпает. Ему снится, как уставшая от уроков Маша, решает, что можно выступать и без разучивания нот, и отправляется на прогулку по лесу, во время которой она поёт весёлую песню о Бременских музыкантах и сказочной стране Германия. |            |                                     |                  |
| — | 4          | «Делу время, а карнавал раз в год!» | 29 августа 2019  |
| Неожиданная гостья закружила в танце Машу и всех, кто встретился на её пути, заставила Медведя вспомнить молодость и нарушила спокойствие Медведицы. Кто эта незнакомка, которая заставила наших героев бросить свои привычные дела? Узнаем в новой серии!                                                                                                  |            |                                     |                  |
| — | 5          | «Секрет Машуко»                     | 26 сентября 2019 |
| Чтобы вылечить любимую помощницу, Маша отправляется в загадочную и удивительную восточную страну, которая хранит множество тайн и загадок. Но ответы на самые сложные вопросы гораздо проще, чем кажутся на первый взгляд. |            |                                     |                  |
| — | 6          | «Из Англии с любовью»               | 31 октября 2019  |
| В лесу заблудилась гостья из туманной Англии. Маша, как настоящий Робин Гуд, хочет помочь ей вернуться домой, а вечно голодные Волки пытаются подобраться к добыче. |            |                                     |                  |
| — | 7          | «Опять Новый Год»                   | 5 декабря 2019   |
| Маша решает, что одного празднования Нового года в год недостаточно, и отправляется в загадочный Китай, где на Новый год пляшут драконы, цветут сады и происходит ещё много-много всего интересного! |            |                                     |                  |
| — | 8          | «Когда цветут кактусы»              | 5 марта 2020     |
| Когда на улице зима и мороз, согреться помогают не только горячие напитки, но и тёплые воспоминания о путешествии в жаркую Мексику. Маше и Мишке холодная погода нипочём, а зажигательные мексиканские ритмы помогают не заскучать в ожидании весны. |            |                                     |                  |
| — | 9          | «Испанские Мотивы»                  | 13 февраля 2020  |
| Мишка готов на всё, чтобы порадовать Машу и Медведицу, даже стать на денёк загадочным и непредсказуемым испанцем. Под звуки гитары и щёлканье кастаньет они переносятся в удивительную и гостеприимную страну, где бурлят страсти. Но где может быть лучше, чем дома?                                                                                       |            |                                     |                  |
| — | 10         | «Однажды на Диком Западе»           | 19 июня 2020     |
| Интересно узнать, как поведут себя любимые персонажи, если вдруг окажутся на диком Западе? Кто станет шерифом, кто разбойником, а кто борцом за справедливость? Ищите ответы в этой серии, наверняка, она вас удивит! |            |                                     |                  |
| — | 11         | «Восточные сказки»                  | 14 мая 2020      |
| Мечта каждого человека, чтобы все его желания исполнялись. Но о чём мечтает Мишка? Посмотрите, какой становится его жизнь, когда в ней появляется волшебный джин… |            |                                     |                  |
| — | 12         | «Почти древнегреческая история»     | 9 апреля 2020    |
| Маша случайно находит необычный экспонат и решает отдать его в музей. Для этого нужно отправиться в «колыбель европейской цивилизации». Однако это не так просто сделать, когда за окном зима, а в желудках её друзей пусто… |            |                                     |                  |
| — | 13         | «Чай со слоном»                     | 23 июля 2020     |
| Маша пытается постичь многовековую мудрость и отправляется на поиски просветления в волшебную страну Индия, где её ждёт много новых впечатлений и открытий. |            |                                     |                  |

### Сезон 5 (2020—2022)
| № общий | № в сезоне | Название                 | Дата премьеры    |
| --- | ---------- | ------------------------ | ---------------- |
| 79 | 1          | «Что-нибудь вкусненькое» | 27 августа 2020  |
| Говорят, что на вкус и цвет товарища нет. У каждого свои любимые блюда и каждый готов полакомиться чем-то вкусненьким в новой серии. Может ли лакомство быть вкусным и полезным одновременно? В новой серии Маша ищет свой ответ на этот нехитрый вопрос и в который раз убеждается, что лучше каши для неё на свете нет ничего!                                                                                   |            |                          |                  |
| 80 | 2          | «Большой поход»          | 30 июля 2020     |
| Когда хочется приключений и новых впечатлений, берём спальники и палатку и отправляемся в поход с Машей и Мишкой! По пути мы полюбуемся удивительными пейзажами, заберёмся на гору и даже посмотрим на настоящие вулканы! Звучит вдохновляюще? А что, если всё это вы сможете проделать прямо сейчас, просто посмотрев эту серию? Впечатлят ли вас приключения наших героев на природе? Давайте проверим!          |            |                          |                  |
| 81 | 3          | «Что внутри?»            | 30 июля 2020     |
| Как вы думаете, что таится внутри таких, казалось бы, простых предметов, окружающих нас? Как устроены механизмы, которые мы используем каждый день? Может быть, они работают с помощью магии? А, может быть, в каждой системе есть определённый порядок? В этой серии Маша решает разобраться, как устроены предметы, окружающие её. А в компании со старым другом это исследование становится ещё и приключением. |            |                          |                  |
| 82 | 4          | «Первая ласточка»        | 10 сентября 2020 |
| Знаете ли вы, что такое орнитология? Эта такая наука, которая изучает птиц. А ещё это новое хобби Даши, которая приезжает в гости к Маше и Мишке и открывает для себя новый уникальный вид пернатых! |            |                          |                  |
| 83 | 5          | «Медовый день»           | 12 ноября 2020   |
| Пчеловодство — занятие непростое. Особенно, когда у вас есть такой помощник, как Маша! Однако пчёл не стоит бояться, ведь при правильном подходе и знании дела даже самые, казалось бы, опасные насекомые становятся друзьями! |            |                          |                  |
| 84 | 6          | «Грибной дождь»          | 22 октября 2020  |
| Как приятно осенью ходить в лес, собирать грибы, слушать пение птиц… Но что же делать, если грибов совсем, совсем нет? Маша находит оригинальное решение этой проблемы. |            |                          |                  |
| 85 | 7          | «Крути педали»           | 24 декабря 2020  |
| И снова Гималайский медведь взялся соперничать с Мишкой! На этот раз они устроили велогонку, только вот честностью тут даже и не пахнет: Гималайский готов ужасно жульничать, лишь бы одержать победу. Как хорошо, что Маша стоит на страже справедливости и всегда придёт на выручку другу! |            |                          |                  |
| 86 | 8          | «Живая шляпа»            | 28 января 2021   |
| Вот так находка в лесу, вот так везение! Это же настоящая живая шляпа Маше попалась! Стоит ли говорить, в каком восторге оказывается маленькая озорница от чудес, происходящих вокруг? Но у каждой вещи есть хозяин — и у шляпы, как выясняется, тоже. |            |                          |                  |
| 87 | 9          | «Калинка-малинка»        | 25 февраля 2021  |
| Ох, до чего же в лесу малина красивая! Спелая, сладкая, ароматная… Маша хочет отправиться на сбор ягод, но нарушает строгий запрет Медведя. Теперь она готова на всё, лишь бы не признаваться, что ослушалась. Ситуация заходит слишком далеко, и вот уже все лесные жители оказываются вовлечены в историю. Как же поступит строгий Мишка?                                                                        |            |                          |                  |
| 88 | 10         | «День хороших манер»     | 25 марта 2021    |
| Ура, у Мишки день рождения! Ну, то есть, кому «ура», а кому нет: единственное, о чём мечтает сам Медведь, так это о том, чтобы праздник прошёл спокойно. Но может ли его желание исполниться в чистом виде, когда один из гостей — непоседливая Маша? |            |                          |                  |
| 89 | 11         | «Остров сокровищ»        | 22 апреля 2021   |
| С лучшими друзьями приключение можно найти где угодно! В этот раз Маша и её верные компаньоны отправляются в удивительное путешествие за пиратскими сокровищами. Что ждёт впереди отважных путников? |            |                          |                  |
| 90 | 12         | «Лучшая няня на свете»   | 20 мая 2021      |
| Маша уверена, что она — лучшая няня на свете, ведь все деточки её просто обожают! Так ли это на самом деле? |            |                          |                  |
| 91 | 13         | «Кто за старшего?»       | 17 июня 2021     |
| Медведю нужно ненадолго отлучиться, оставив дома Машу, Панду и Пингвинёнка одних. Вроде бы простая ситуация, понятная каждому взрослому. Но кто из детей останется за старшего? Кажется, в воздухе пахнет серьёзным соперничеством и борьбой за пальму первенства! |            |                          |                  |
| 92 | 14         | «Макароны по-флотски»    | 7 февраля 2022   |
| Маша приготовила невкусные макароны и хочет ими всех угостить, а Мишка тем временем пошёл на рыбалку, но забыл карту. В конце-концов Маша, Даша и Мишка придумывают, как по новому способу ловить рыбу: Макароны вместо червяков! |            |                          |                  |
| 93 | 15         | «Дела сердечные»         | 12 декабря 2021  |
| Мишка захотел сделать Медведице валентинку с надписью «Приглашаю в кино», но Маша раздала все его валентинки, что нашла, и теперь в кино идут не только Мишка и Медведица, а все обитатели леса! |            |                          |                  |
| 94 | 16         | «Танцуют все»            | 1 декабря 2021   |
| Ух ты, снова Новый год наступил! У Маши есть большой опыт в организации незабываемых праздников, поэтому она берёт дело в свои руки и в этот раз. Ох и натанцуются же все лесные жители! |            |                          |                  |
| 95 | 17         | «Тушите, не тушите»      | 27 декабря 2021  |
| У Мишки загорелась тетрадь, но Маша уже всё успела потушить шлангом, когда он прибежал с огнетушителем. Теперь Маша хочет быть пожарным, но Мишка не даёт. И тут у него появилась прекрасная идея… |            |                          |                  |
| 96 | 18         | «Венок из одуванчиков»   | 22 февраля 2022  |
| У Медведя новая беда: огород зарастает одуванчиками. Он пытается бороться с сорняками, вот только Маша не понимает, зачем рвать цветы, если нужно их выбросить. Ведь из одуванчиков может получиться столько красотищи! |            |                          |                  |
| 97 | 19         | «Шкатулка с сюрпризом»   | 7 апреля 2021    |
| Маша — лучшая «мамочка» в мире, но даже она никак не может уложить Розочку спать. Медведь предлагает решение: музыкальную шкатулку. И всё бы ничего, только шкатулочка внезапно оказывается с сюрпризом! |            |                          |                  |
| 98 | 20         | «Удар, ещё удар!»        | 28 апреля 2022   |
| К дому Медведя приехал фургон с Обезьянками. Они предлагают всем желающим испытать себя с помощью аттракциона — силомера. Медведь уверен, что с лёгкостью выиграет главный приз. Но всё пошло не по плану. И теперь главному силачу леса не обойтись без помощи друзей. |            |                          |                  |
| 99 | 21         | «Кушать подано!»         | 19 мая 2022      |
| Медведица уехала на курорт и оставила Мишке своего «питомца» — мухоловку. У скромного цветка неожиданно обнаруживается отменный аппетит. И Маша, конечно, лучше всех знает, чем угостить мухоловку. Ох и удивится же Медведица, когда вернётся в лес и увидит, что вышло из такой «подкормки»! |            |                          |                  |
| 100 | 22         | «Драконов день»          | 18 августа 2022  |
| Снежная башня — есть, компания друзей — тоже, значит, и весёлой игре быть! Даже Медведь поддался уговорам и присоединился к Маше, Розочке и Пингвинёнку — чего не сделаешь ради детей! Только вот кто будет принцессой, а кто драконом? А рыцарем и его бравым скакуном? У Маши есть свои соображения на этот счёт!                                                                                                |            |                          |                  |
| 101 | 23         | «Мишка на юге»           | 22 сентября 2022 |
| Кто-то неизвестный и, кажется, жутко страшный забрался в домик к Пингвинёнку и устроил там жуткий бедлам! Медведь бросается прямо в Антарктиду на помощь малышу и, конечно, Маша отправляется вместе с ним. Действительно, уж если и смотреть в лицо опасности, то вместе! |            |                          |                  |
| 102 | 24         | «Чудо в перьях»          | 28 февраля 2022  |
| Весна пришла, скворцы прилетели! Но в скворечнике возле домика Медведя селится Голубь — и Маша, разумеется, только рада его прикормить да приласкать, сделав своим новым питомцем. Как бы Медведь ни пытался выселить непрошенного квартиранта, ничего не получается — Голубь возвращается назад с упорством бумеранга. Чьей победой закончится эта весенняя история?                                              |            |                          |                  |
| 103 | 25         | «Ехали медведи…»         | 28 февраля 2022  |
| У Медведя новое приобретение: он решился обзавестись мотоциклом! В роли крутого байкера он собирается произвести впечатление на Медведицу. Только вот ей, похоже, не очень нравится кататься. А неунывающую Машу, наоборот, не оттащить от мотоцикла. Как всегда, всё идёт кувырком, причём в буквальном смысле.                                                                                                   |            |                          |                  |
| 104 | 26         | «Спасайся кто может!»    | 28 февраля 2022  |
| Летним днём Медведь, как обычно, отправляется на рыбалку, а Маша увязывается за ним. Но рыбалка не задалась: на любимом месте Медведя жители леса устроили пляж. Маша рада возможности искупаться, вот только пляжный спасатель слишком уж пристально следит за ребёнком у воды. |            |                          |                  |

### Сезон 6 (2022—2024)
| № общий | № в сезоне | Название                               | Дата премьеры    |
| --- | ---------- | -------------------------------------- | ---------------- |
| 105 | 1          | «Мечтать полезно»                      | 15 декабря 2022  |
| Кто сказал, что свиньи не летают? Маша убеждена, что Розочка полетит, если будет очень стараться и стремиться к мечте. В ход идут различные уловки, но без Мишкиной помощи не обойтись. Он ведь изобретатель, у него обязательно найдутся нужные чертежи! Развязка истории оказывается весьма неожиданной: что же случится, если Свинка всё-таки полетит?  |            |                                        |                  |
| 106 | 2          | «Всем нужен гол!»                      | 15 декабря 2022  |
| Мишка сел смотреть футбольный матч, скучнее которого, по мнению Маши, сложно что-то придумать. Во дворе дома у неё свой футбол: тут и мяч, и Заяц с Зайчатами, и, конечно же, азарт через край! Все ждут, пока случится гол: Мишка — глядя в экран, Маша — распаляясь в собственной игре. Кому повезёт больше, кто забьёт мяч первым?                      |            |                                        |                  |
| 107 | 3          | «Раз — картошка, два — морковка!»      | 27 апреля 2023   |
| Что получится, если Волки под Машиным руководством попробуют сварить борщ? А если при этом у них нет продуктов, и их предстоит раздобыть? Однозначно одно: получится очень интересная история с неожиданным концом! |            |                                        |                  |
| 108 | 4          | «И снова фокусы»                       | 1 июня 2023      |
| К Медведю приезжает в гости его старый цирковой товарищ Тигр. Что может быть чудеснее, чем с азартом поиграть в шахматы с лучшим другом? Но у Маши своё представление о чудесах. Внимание! И снова фокусы! |            |                                        |                  |
| 109 | 5          | «Ура! Новая игра!»                     | 1 июня 2023      |
| Маша и Пингвинёнок отправляются на Марс и оттуда попадают прямо в открытое море к Царевне-лягушке, а за бортом друзей уже ждут новые приключения. Откуда всё это взялось у Мишки дома? |            |                                        |                  |
| 110 | 6          | «Физкульт-привет!»                     | 1 июня 2023      |
| Что бывает, когда пчёлы объелись шоколадными конфетами? Их личным тренером становится Маша! Приготовьтесь! Начинаем похудетельную гимнастику! |            |                                        |                  |
| 111 | 7          | «Топ-топ-топ?»                         | 1 июня 2023      |
| Маша остаётся у Медведя на ночь, но Мишке не до сна: в темноте дома кто-то топает и безобразничает! Кажется, ночной гость — это неуловимый барабашка. Или ёжик? Или барабашка, прикинувшийся ёжиком? Кажется, только Маша может разобраться в этом таинственном деле!                                                                                      |            |                                        |                  |
| 112 | 8          | «Новый друг»                           | 18 мая 2023      |
| Даже самые верные товарищи иногда могут повздорить и что-нибудь не поделить. Маша и Медведь поссорились, но вместо того, чтобы найти решение проблемы, решили завести себе новых друзей. Только вот оказалось, что дружба не за один день делается! Смогут ли они обойтись друг без друга и чем закончится разлад между Машей и Мишкой?                    |            |                                        |                  |
| 113 | 9          | «Мыть или не мыть?»                    | 10 июня 2023     |
| В один не самый добрый день все в лесу начинают по очереди подозрительно чесаться, но у Маши и Мишки находится отличное решение этого вопроса: шампунь и вода! Оказывается, если хорошенечко помыться, то даже самый чумазый грязнуля может неожиданно превратиться в кого-нибудь милого и пушистого!                                                      |            |                                        |                  |
| 114 | 10         | «Рыбацкое счастье»                     | 20 января 2024   |
| У Медведя на зимней рыбалке появился соперник – Кот с новейшим снаряжением. Между рыбаками начинается негласное соревнование. Кто победит: последние чудо техники, проверенный временем метод или… Маша? На чьей стороне окажется рыбацкое счастье? |            |                                        |                  |
| 115 | 11         | «Дочки-матери»                         | 31 июля 2023     |
| Каждый раз, когда Маша играет в дочки-матери, бедняге Розочке достаётся роль «деточки». Хоть раз мечтает она побыть «мамочкой», и вот наконец благодаря честному жребию её мечта сбывается. Но так ли прост и прекрасен «мамочкин» хлеб, как казалось со стороны?                                                                                          |            |                                        |                  |
| 116 | 12         | «Унесенный ветром»                     | 19 сентября 2023 |
| Маша находит в лесу чей-то зонт и решает срочно его вернуть. После весёлых поисков хозяин зонтика находится, но чем же он так недоволен? |            |                                        |                  |
| 117 | 13         | «Кто сегодня Дед Мороз?»               | 9 декабря 2023   |
| Новый год – время чудес и подарков. Все жители леса приготовили для Деда Мороза выступления, но лучше всех подготовилась Маша. Хватит ли у доброго волшебника для неё подарков? |            |                                        |                  |
| 118 | 14         | «Впервые на арене!»                    | 18 марта 2023    |
| Ограбление века! Вечно голодным Волкам удалось отцепить от поезда огромную цистерну для перевозки живой рыбы. Вот это улов! Но среди рыб оказался диковинный пассажир. Хорошо, что дрессировщица Маша знает, как справиться с хищниками и неожиданными гостями!                                                                                            |            |                                        |                  |
| 119 | 15         | «Вот так штука!»                       | 2 апреля 2024    |
| Кладовка Медведя полна непонятных и дико интересных штуковин. Маша и Панда находят там очень занимательную вещь, которая становится для них настоящей головоломкой! |            |                                        |                  |
| 120 | 16         | «Воздушный десерт»                     | 2 мая 2024       |
| Облака такие воздушные, так похожи на разные сладости и, наверное, очень вкусные! Маша и Медведь решают подняться в небо и попробовать воздушный десерт, но в их планы вмешиваются Волки. |            |                                        |                  |
| 121 | 17         | «Мания собирания»                      | 16 мая 2024      |
| У Розочки — гербарий, у Мишки — коллекция редких марок. А что у Маши?.. Маша тоже хочет что-нибудь собирать, только никак не может определить, что именно. |            |                                        |                  |
| 122 | 18         | «Чудеса медицины»                      | 2 марта 2024     |
| Доигрались! Деточка заболела! У свинки Розочки после падения в куст крапивы появилась непонятная сыпь. Самая заботливая и внимательная в мире мамочка Маша вызывает санитаров Волков. Уж они-то точно поставят деточку на ноги! |            |                                        |                  |
| 123 | 19         | «Ананас, да не для вас!»               | 27 июня 2024     |
| Голодные Волки находят в лесу чей-то ананас. Соблазн съесть его сильнее желания отыскать настоящего владельца, пока за их столом не появляется Маша. Уж она-то знает, по крайней мере догадывается, кто в лесу мог потерять ананас. |            |                                        |                  |
| 124 | 20         | «Круги на траве»                       | 25 июля 2024     |
| Медведь и другие лесные жители в изумлении: на поле возле леса появились огромные круги. Да ещё и Коза у Маши куда-то пропала! Побег или похищение? Чья-то шалость или проделки внеземного разума? У Розочки есть своя невероятная версия разгадки! |            |                                        |                  |
| 125 | 21         | «Это не Рио-де-Жанейро!»               | 8 августа 2024   |
| Маша учится показывать фокусы. Взмах руками, секретное заклинание, и… вместо милой голубки из волшебного цилиндра вылетает совсем другая птичка. Нежданный гость, да ещё и с отвратительными манерами! Ох, пташка, берегись! Уж кто-кто, а Маша знает толк в воспитании!                                                                                   |            |                                        |                  |
| 126 | 22         | «Пикник в сиреневых тонах!»            | 5 сентября 2024  |
| Медведь собирается на романтическое свидание с Медведицей. Пикник обещает быть идеальным, ведь вокруг — ароматная сирень, тишина и… Маша с Розочкой, которым именно сейчас и именно здесь нужно провести свою лучшую фотосессию! |            |                                        |                  |
| 127 | 23         | «Званый гость»                         | 19 сентября 2024 |
| Неприятное происшествие в лесу оставляет Зайца без крыши над головой, и гостеприимный Медведь решает приютить его у себя дома. Заяц мгновенно осваивается на чужой территории и начинает вести себя по-барски. Медведь уже и не рад такому гостю! Ситуацию, как обычно, спасает Маша со свойственной ей непосредственностью.                               |            |                                        |                  |
| 128 | 24         | «Не будите спящего медведя»            | 12 декабря 2024  |
| Медведь, разбуженный посреди зимы, никак не может уснуть. Сначала спать не дают Волки, потом Маша с Розочкой, которые приглашают его покататься на санках. Медведю удаётся погрузиться в сон, но Маша позаботится о том, чтобы её друг не пропустил самое большое веселье!                                                                                 |            |                                        |                  |
| 129 | 25         | «Бум-бум-барашек»                      | 17 октября 2024  |
| В дождливую ночь на пороге дома Медведя появляется симпатичный барашек. Ему нужны внимание, ласка и уход. Маша с радостью начинает заботиться о новой деточке и забирает малыша к себе. Эстафету поневоле подхватывает старшая деточка Розочка. Воспитание крошки идёт по плану ровно до той поры, пока барашек не потеряется в лесу.                      |            |                                        |                  |
| 130 | 26         | «Тайное общество секретных помощников» | 31 октября 2024  |
| Маша решает организовать "Тайное общество секретных помощников". И всё для того, чтобы Розочка не была бесполезной! Вместе они начинают незаметно помогать Медведю по хозяйству. Вот только награду и благодарность за добрые дела получил хитрый проныра Зайка! Маша не готова смириться с подобной несправедливостью и хочет проучить ушастого лгунишку! |            |                                        |                  |

### Сезон 7 (2023—)
| № общий | № в сезоне | Название                           | Дата премьеры   |
| --- | ---------- | ---------------------------------- | --------------- |
| 131 | 1          | «День творчества»                  | 11 ноября 2023  |
| Маша объявляет День творчества. Доставайте клей, карандаши и всякое ненужное – будем творить творения! Зря Медведь пытается улизнуть на рыбалку. Кого ж он поймает, если все его поплавки ушли на поделки? Может, Машу, чтобы поставить в угол? Ну уж нет. На наших творческих конкурсах всегда побеждает дружба!                                                                                              |            |                                    |                 |
| 132 | 2          | «Лимонная лихорадка»               | 11 июля 2024    |
| У Медведя есть план, как спасти изнывающую от жары Медведицу – свидание и освежающий домашний лимонад из выращенных собственноручно лимонов. Но в план, как обычно, врывается Маша. Угостить лимонадом весь лес – вот это здорово! Тихое свидание – до свидания! Здравствуй, лимонадная лихорадка! |            |                                    |                 |
| 133 | 3          | «На счастье!»                      | 28 октября 2023 |
| Как вернуть Мишке удачу? Подковой, кроличьей лапкой или стуком по дереву? Маша опытным путём выясняет - если у тебя есть маленький, но верный друг в розовом платочке, удача и не понадобится. Всё и так сложится самым удачным образом. В ходе эксперимента ни один медведь не пострадает. Ну почти. |            |                                    |                 |
| 134 | 4          | «Картонные спасатели»              | 3 октября 2023  |
| Знаете выражение «Поймай удачу за хвост»? Вот и волки знают. Спасли случайно Машу, получили от Медведя в награду по сосиске и тут же смекнули – удачно получилось! Надо стать спасателями и от сосисок отбоя не будет. А то, что жизнь в лесу безопасная и спасать некого – не проблема. Ведь у них есть удача, хитрость и фотоаппарат!                                                                        |            |                                    |                 |
| 135 | 5          | «Принцесса и чудовище»             | 7 сентября 2023 |
| Шок! Сенсация! Впервые в нашем лесу! Парочка туристов без приглашения ворвалась в дом к Медведю в поисках впечатлений и прикольных фоточек. А там как раз сонный Мишка и Маша, которой очень хочется поиграть. Радуйтесь, туристы! Будут у вас и впечатления, и фоточки, и бег с препятствиями отсюда и до самого города!                                                                                      |            |                                    |                 |
| 136 | 6          | «Много шума и ничего»              | 9 января 2024   |
| Раз в год и Маша бывает послушной. Попросил Медведь не мешать, пока он со своей коллекции пластинок пыль сдувает - она и не мешает. Сама взяла ценный значок. Сама его потеряла. Сама и отыщет! Всего-то и нужно – завести старую газонокосилку и скосить всю кусачую крапиву, чтоб искать не мешала. Эх, а какое тихое было утро…                                                                             |            |                                    |                 |
| 137 | 7          | «Штангу! Штангу!»                  | 13 марта 2025   |
| Почему в лесу с утра свист, топот и аплодисменты? На гастроли залетело ВИА «Свистуны»? Или, может, стадо бегемотов забежало на огонёк? Да нет же! Это Маша Гималайского тренирует. По своей методике. У неё и свисток есть, и секундомер. Так что быть Гималайскому олимпийским чемпионом! Хочет он этого или нет.                                                                                             |            |                                    |                 |
| 138 | 8          | «Любит-не любит»                   | 13 февраля 2025 |
| Хорошо жила свинка Розочка, пока не узнала, что лучший друг девочек – это ромашка! Маше ромашка нагадала, что и птички её любят, и белки, и вообще все-все. А вот Розочку обидела. Никто, говорит, тебя не любит, даже волки. Бедная, бедная Розочка… Разбил розовое сердечко бессердечный цветок. Будем чинить!                                                                                               |            |                                    |                 |
| 139 | 9          | «У страха глаза велики»            | 27 февраля 2025 |
| Что будет, если миленький маленький Пингвинёнок проснётся и увидит, что папы Медведя нет, а в доме хозяйничают незнакомые волки? Будет сначала чуть-чуть страшно, а потом очень-очень весело. Получайте, зубастые гости, подушкой по носу и попкорном по хвосту. И в следующий раз, будьте добры, постучите вежливо!                                                                                           |            |                                    |                 |
| 140 | 10         | «Добро пожаловать в "Гранд-Уютъ"!» | 30 мая 2024     |
| Видели в нашем лесу отель наивысшей категории (по мнению его управляющего) со скромным названием «Гранд-Уютъ»? Розочка как в первый раз увидела, так сразу и очаровалась. Башенки, чашечки, салфеточки, даже лужа – все прекрасные! Жалко только, что внутрь не пускают. Но не стоит вставать на пути у очарованной свинки!                                                                                    |            |                                    |                 |
| 141 | 11         | «Ты ж моя лапочка»                 | 14 марта 2024   |
| Маша выбирает новый объект для своих игр в дочки-матери ― ёжика. Правда, новая «деточка» оказывается довольно непослушными и всё время норовит убежать от «мамочки». |            |                                    |                 |
| 142 | 12         | «А с собакой лучше»                | 18 апреля 2024  |
| Если Мишка рычит, топает ногами и играми кидается, значит он совсем одичал от одиночества. Маша бы с ним поиграла, но она уже почти выросла. А друга в беде всё равно не бросит. Лучшее лекарство от невров – щеночек! И развеселит, и поиграет. А то, что он на волка смахивает, это вам показалось… Или нет.                                                                                                 |            |                                    |                 |
| 143 | 13         | «1 апреля – никому не верю!»       | 27 марта 2025   |
| Есть такой день в году, когда все друг над другом шутят. 1 апреля называется. Маша с Пандой сначала друг на друге тренировались – червячков подкидывали, зубной пастой мазались. Чуть не подрались выясняя, кто из них смешнее, но тут мимо Медведь проходил – тоже шутник известный. Ой, что тут началось...                                                                                                  |            |                                    |                 |
| 144 | 14         | «Осторожно, двери закрываются»     | 22 августа 2024 |
| Внимание! Вопрос для всех взрослых на Земле – что вы готовы отдать за 5 минут тишины? Медведь был готов отдать всю свою кладовку – банки варенья, пачки печенья и инструменты в придачу. Пусть Маша резвится, зато он спокойно довяжет шарфик. Никогда в жизни он ещё так не ошибался. Осторожно! Маша развлекается!                                                                                           |            |                                    |                 |
| 145 | 15         | «Звуки музыки»                     | 23 января 2025  |
| Маша получает в подарок от Медведя музыкальную игрушку на Новый год. Поначалу всем нравится веселая песенка, но как шутка повторенная дважды перестает быть смешной, так и песня, звучащая на протяжении полугода, начинает жутко нервировать всех жителей леса. Но только не Машу, которая готова бесконечно слушать любимую мелодию! Медведь испробует все способы, чтобы избавиться от надоедливой игрушки. |            |                                    |                 |
| 146 | 16         | «Идёт коза рогатая»                | 3 октября 2024  |
| Жила-была у Маши Коза – тихая, домашняя, совершенно травоядная. И если бы Маша в гости к Даше не уехала, так бы всё и оставалось. Но Маша уехала и случилось страшное – Коза посмотрела телевизор. Да не просто посмотрела, а весь день перед ним просидела. Хотите узнать, что дальше было? Смотрите сами. Если смелые.                                                                                       |            |                                    |                 |
| 147 | 17         | «Летучий корабль»                  | 10 апреля 2025  |
| Что делать, если ты Медведица и ты случайно разбила мотоцикл Медведя? Хватать в охапку Машу и Панду и обещать за ними присмотреть, пока Медведь своего железного коня чинит. Но приключения на этом не заканчиваются, они только начинаются. Отдать паруса! Свистать швартовы! На барже Медведицы два новых капитана!                                                                                          |            |                                    |                 |
| 148 | 18         | «Скользкий тип»                    | 3 июля 2025     |
| Ох, и надоедливый тип этот Зайка! Каждый день шастает к Медведю в огород за морковкой. Обычно Медведь успевает его поймать, но в этот раз Мишка с Машей затеяли большую стирку и что-то пошло не так... Зайка упал в таз, обрёл суперсилу и стал неуловимым. Неужели теперь Медведь останется без урожая? Посмотрим, посмотрим!                                                                                |            |                                    |                 |
| 149 | 19         | «Дело было в январе»               | 28 ноября 2024  |
| Заигравшись с Машей Январь теряет где-то в сугробе волшебный жезл. А его вот-вот нужно передавать брату Февралю. Да ещё и Декабрь, самая старшая и строгая из всех месяцев, всё время заглядывает. Ух и влетит же Январю! Что же делать? Записывайте: Декабря отвлечь, сугробы перерыть, командовать парадом будет Маша.                                                                                       |            |                                    |                 |
| 150 | 20         | «Прыг-скок пёс»                    | 24 апреля 2025  |
| Научил пса бегать за палочкой, научи и отдавать её по первому требованию. Это – главное правило дрессировки. Медведь вот не научил, перепутал палочки, бросил вместо простой волшебную и всё! Пёс бегает по лесу, палочкой машет и всех телепортирует без разбору. Если бы не Маша, неизвестно чем вся эта телепортация бы закончилась.                                                                        |            |                                    |                 |
| 151 | 21         | «Книжка-лягушка»                   | 19 июня 2025    |
| В мире Маши и Медведя появляется интересная парочка: маленькая ведьма Виви и ее огромный Кот. Ведьмочка случайно превратила любимую бабушкину книгу заклинаний в живую лягушку и теперь эту книжку надо срочно найти и расколдовать, пока бабушка не заметила. Маша спешит на помощь! |            |                                    |                 |
| 152 | 22         | «Всадник без головы»               | 5 июня 2025     |
| Внимание, внимание! Сегодня в отеле перед детьми выступает Медведь! Публика в восторге, аплодисменты не смолкают… Постойте! Если Медведь на сцене, то кто же тогда играет с Машей на заднем дворе отеля? Чтобы разобраться в этой истории, главное – не терять голову! |            |                                    |                 |
| 153 | 23         | «Затерянный мир»                   | 8 мая 2025      |
| Маша и Медведь случайно оказываются в скрытой от посторонних глаз горной долине и находят там двух малышей снежного человека. Эти дети настолько активны и непослушны, что даже Медведь не в состоянии справиться с ними. Маша предлагает поискать малышам семью, но в горах удается найти только одного молодого бестолкового йети, который категорически отказывается от детей.                              |            |                                    |                 |
| 154 | 24         | «Туманная история»                 | 22 мая 2025     |
| Самый вредный зверь в лесу – Гималайский! Ходит такой важный, перед всеми новой игрушкой хватается, а делиться не хочет. Даже туман с реки сдул, чтобы тот ему кататься не мешал. И как теперь всем из тумана выбираться? Ну ничего, ничего, наша Маша одного мишку уже воспитала и с этим тоже справится! Ау, Гималайский, выходи перевоспитываться!                                                          |            |                                    |                 |
| 155 | 25         | «Зуб даю!»                         | 17 июля 2025    |
| У Маши выпал зуб. Ничего необычного, - скажете вы. А вот в мире маленькой Ведьмы, новой машиной подружки, молочный зуб - это очень ценный предмет, за который зубная фея даст тебе всё, что захочешь. Главное – не перепутать заклинание! |            |                                    |                 |
| 155 | 25         | «Умный в гору не пойдет»           | 7 августа 2025  |
| Маша и Медведь точно знают: в походе нельзя разбрасывать мусор, бросать на стоянке пустые консервные банки и конфетные фантики. А вот один несознательный турист этого, очевидно, не знал. По мусорному следу за туристом отправляются близнецы-йети Йа-Йа и Йу-Йу, а за ними Маша, а за ней снежный человек, ну и без Медведя не обошлось… А все потому, что природу надо любить и беречь, да-да!             |            |                                    |                 |